# Saint-Mesmin, Vendée
Saint-Mesmin är en kommun i departementet Vendée i regionen Pays de la Loire i västra Frankrike. Kommunen ligger i kantonen Pouzauges som tillhör arrondissementet Fontenay-le-Comte. År 2022 hade Saint-Mesmin 1 771 invånare.

## Befolkningsutveckling
Antalet invånare i kommunen Saint-Mesmin
| Referens: INSEE |